# Società Sportiva Lazio 2012-2013
Questa voce raccoglie le informazioni riguardanti la Società Sportiva Lazio nelle competizioni ufficiali della stagione 2012-2013.

## Stagione
Nel giugno 2012, Vladimir Petković firma per la società romana diventando il nuovo allenatore. I biancocelesti ottengono 4 affermazioni di fila in altrettante uscite: nei play-off di Europa League eliminano i romeni del Mura 05, sconfiggendo invece Atalanta e Palermo. Nel girone di coppa la Lazio pareggia 2 volte in trasferta ma ottiene 6 punti in casa. Nel posticipo dell'undicesima giornata vince per 3-2 il derby contro la Roma: è il terzo trionfo consecutivo in stracittadine di Campionato. Conquistato l'accesso ai sedicesimi di Europa League, sconfigge l'Inter in casa per la terza volta di fila. Con la prima partita del nuovo anno chiude il girone di andata a 39 punti, un record: dall'anno del 2º Scudetto, non contava un tale punteggio a metà stagione. Nel girone di ritorno i risultati non saranno così positivi, anzi, i biancocelesti incapperanno in una serie di pareggi e brutte sconfitte che le faranno concludere il campionato scivolando al 7º posto. In Coppa Italia perviene alla disputa delle semifinali, sfidando la Juventus: pareggiando 1-1 all'andata e vincendo 2-1 al ritorno (con un gol al 93') ritrova, dopo 4 anni, la finale. In Europa supera il primo turno a eliminazione diretta, facendo fuori i tedeschi del Borussia Mönchengladbach con il risultato complessivo di 5-3. Avversaria degli ottavi è un'altra formazione della Bundesliga, lo Stoccarda: il 2-0 esterno e il 3-1 interno valgono l'ingresso nei quarti, traguardo mai raggiunto da nessun club italiano dalla nascita del nuovo torneo. Con la tripletta segnata nel ritorno, il ceco Kozák diventa il miglior marcatore laziale nelle coppe europee con 11 reti. La partita con i giallorossi dell'8 aprile finisce 1-1: l'ultimo pareggio in un derby risaliva alla stagione 2006-07, quando la sfida terminò senza reti.. Il giovedì successivo, esce dall'Europa League per mano del Fenerbahçe nei quarti di finale. Nella 36ª giornata di campionato, supera l'Inter al Meazza per 3-1: non batteva i nerazzurri a domicilio dal 18 ottobre 1998. Chiude il torneo al settimo posto, ma vince la coppa nazionale: nella finale c'è un nuovo incrocio con i rivali, proprio all'Olimpico. Prima del fischio d'inizio vi è un'esibizione del rapper Psy, duramente fischiato dai tifosi. Il primo tempo vede alcune buone occasioni da entrambe le parti, senza però che il punteggio si sblocchi. In avvio di ripresa, Ledesma si infortuna e viene sostituito da Mauri: l'utilizzo del 4-2-3-1 fa guadagnare più terreno ai biancocelesti, che sfiorano la rete con Klose. Il gol arriva al 71' con Lulić, che appoggia in rete un cross di Candreva deviato dal portiere romanista. Il risultato non cambia sino al termine, con la squadra di Petković che vincendo il trofeo si qualifica ai gironi dell'Europa League 2013-2014.

## Divise e sponsor
Le nuove maglie sono state presentate il 30 luglio 2012 presso il Centro sportivo di Formello. Davanti a più di 3.000 tifosi, sono state mostrate le tre divise da gioco, oltre a quelle dei portieri, tutte marchiate dal nuovo sponsor tecnico Macron. I primi a entrare sono stati gli estremi difensori laziali con indosso le loro divise, la prima completamente nera e la seconda verde fluorescente. Poi è stata la volta dei difensori, che hanno presentato la terza maglia della Lazio, completamente bianca con calzoncini celesti e calzettoni celesti a righe orizzontali bianche. A seguire è stata la volta dei centrocampisti che sono scesi in campo con la seconda maglia, completamente blu e con una riga celeste orizzontale sul petto, a ricordare molto la maglia da trasferta della stagione 1998-99. Infine poi, è arrivata la prima maglia, celeste con collo bianco stile "British", calzoncini bianchi e calzettoni bianchi con righe celesti orizzontali. Ha preso parola anche il capitano Tommaso Rocchi, il quale ha ricordato a tutti i presenti cosa c'è scritto all'interno del colletto delle maglie, ovvero la frase "La Prima squadra della Capitale".. Lo sponsor ufficiale per la stagione 2012-2013 non è previsto, anche se in occasione del match casalingo di campionato contro l'Udinese del 27 novembre 2012 campeggiava sulle casacche laziali la scritta "No Racism", per dimostrare solidarietà ad alcuni tifosi del Tottenham vittime di un'aggressione ultras a sfondo razziale, avvenuta nel centro di Roma prima del match di Europa League tra le Aquile e gli Spurs. In occasione delle gare interne di campionato contro Inter e Sampdoria campeggiava sulle casacche laziali il logo della clinica Paideia, struttura sanitaria di riferimento della società romana.
| Casa | Trasferta | Terza divisa | Finale Coppa Italia | Portiere | Trasferta portiere |

Per la stagione 2012-2013, la divisa della S.S. Lazio è per il primo anno prodotta dall'azienda italiana della Macron. La composizione delle divise è la seguente: Casa: la maglia è celeste, il pantaloncino è bianco, i calzettoni bianchi con righe celesti orizzontali, trasferta: la maglia è blu e con una riga celeste orizzontale sul petto, il pantaloncino blu, i calzettoni sono blu con righe bianco-celesti orizzontali. terza divisa: la maglia è bianca, il pantaloncino è celeste, i calzettoni celesti con righe bianche orizzontali, tuttavia, va ricordato che a seconda dei colori della squadra avversaria, i pantaloncini e i calzettoni possono essere abbinati in modo differente.

## Organigramma societario
Area direttiva
Consiglio di gestione
- Presidente: Claudio Lotito
- Consigliere: Marco Moschini

Consiglio di sorveglianza
- Presidente: Corrado Caruso
- Vicepresidente: Alberto Incollingo
- Consiglieri: Fabio Bassan, Vincenzo Sanguigni, Massimo Silvano

Area organizzativa
- Segretario Generale: Armando Antonio Calveri
- Team Manager: Maurizio Manzini
- Direzione Amm.va e Controllo di Gestione / Investor Relator: Marco Cavaliere
- Direzione Legale e Contenziosi: Francesca Miele
- Direzione Organizzativa Centro Sportivo di Formello, Uffici, Country Club, Stadio: Giovanni Russo
- S.L.O. / Supporter Liaison Officer: Armando Calveri
- Delegato Sicurezza Stadio/R.S.P.P.: Sergio Pinata
- Responsabile Biglietteria: Angelo Cragnotti
- Direzione Settore Giovanile: Giulio Coletta

Area marketing
- Coordinatore Marketing, Sponsorizzazioni ed Eventi: Marco Canigiani
- Area Marketing: Massimiliano Burali d'Arezzo, Laura Silvia Zaccheo
- Area Licensing e Retail: Valerio D'Attilia

Area comunicazione
- Responsabile Comunicazione/Stampa: Stefano De Martino

Area tecnica
- Direttore Sportivo: Igli Tare
- Coordinatore area tecnica: Igli Tare
- Allenatore: Vladimir Petković
- Allenatore in seconda: Antonio Manicone
- Collaboratore prima squadra: Jesse Fioranelli
- Preparatori atletici: Paolo Rongoni, Adriano Bianchini, Alessandro Fonte
- Preparatore dei portieri: Adalberto Grigioni

Area sanitaria
- Direttore sanitario: dott. Ivo Pulcini
- Coordinatore staff sanitario: dott. Roberto Bianchini
- Medico sociale: dott. Stefano Salvatori
- Fisioterapisti: Carlo Zazza, Valerio Caroli, Massimo Romano Papola, Stefano Sistilli
- Consulente ortopedico: dott. Stefano Lovati
- Consulente nutrizionista: prof. Roberto Verna

## Rosa
| N. |                                 | Ruolo | Calciatore                       |
| -- | ------------------------------- | ----- | -------------------------------- |
| 1  | Argentina (bandiera)            | P     | Albano Bizzarri                  |
| 2  | Francia (bandiera)              | D     | Michaël Ciani                    |
| 3  | Brasile (bandiera)              | D     | André Dias                       |
| 4  | Italia (bandiera)               | C     | Luca Crecco                      |
| 5  | Argentina (bandiera)            | D     | Lionel Scaloni                   |
| 6  | Italia (bandiera)               | C     | Stefano Mauri (capitano)         |
| 7  | Brasile (bandiera)              | C     | Ederson                          |
| 8  | Brasile (bandiera)              | C     | Hernanes                         |
| 9  | Italia (bandiera)               | A     | Tommaso Rocchi (capitano)        |
| 10 | Argentina (bandiera)            | A     | Mauro Zárate                     |
| 11 | Germania (bandiera)             | A     | Miroslav Klose                   |
| 15 | Uruguay (bandiera)              | C     | Álvaro González                  |
| 17 | Portogallo (bandiera)           | C     | Bruno Pereirinha                 |
| 18 | Rep. Ceca (bandiera)            | A     | Libor Kozák                      |
| 19 | Bosnia ed Erzegovina (bandiera) | C     | Senad Lulić                      |
| 20 | Italia (bandiera)               | D     | Giuseppe Biava                   |
| 21 | Francia (bandiera)              | D     | Modibo Diakité                   |
| 22 | Italia (bandiera)               | P     | Federico Marchetti               |
| 23 | Nigeria (bandiera)              | C     | Ogenyi Onazi                     |
| 24 | Italia (bandiera)               | C     | Cristian Ledesma (vice capitano) |
| 25 | Italia (bandiera)               | A     | Antonio Rozzi                    |
| 26 | Romania (bandiera)              | D     | Ștefan Radu                      |
| 27 | Albania (bandiera)              | C     | Lorik Cana                       |

| N. |                      | Ruolo | Calciatore          |
| -- | -------------------- | ----- | ------------------- |
| 28 | Francia (bandiera)   | A     | Louis Saha          |
| 29 | Francia (bandiera)   | D     | Abdoulay Konko      |
| 32 | Italia (bandiera)    | C     | Cristian Brocchi    |
| 33 | Lituania (bandiera)  | D     | Marius Stankevičius |
| 38 | Italia (bandiera)    | C     | Danilo Cataldi      |
| 39 | Belgio (bandiera)    | D     | Luís Pedro Cavanda  |
| 41 | Uruguay (bandiera)   | A     | Gonzalo Barreto     |
| 44 | Italia (bandiera)    | P     | Tiziano Scarfagna   |
| 50 | Italia (bandiera)    | A     | Cristiano Lombardi  |
| 55 | Italia (bandiera)    | P     | Guido Guerrieri     |
| 56 | Italia (bandiera)    | D     | Riccardo Serpieri   |
| 77 | Italia (bandiera)    | A     | Giuseppe Sculli     |
| 78 | Italia (bandiera)    | D     | Luciano Zauri       |
| 80 | Brasile (bandiera)   | C     | Matuzalém           |
| 83 | Italia (bandiera)    | C     | Pasquale Foggia     |
| 84 | Argentina (bandiera) | P     | Juan Pablo Carrizo  |
| 87 | Italia (bandiera)    | C     | Antonio Candreva    |
| 94 | Serbia (bandiera)    | C     | Miloš Antić         |
| 95 | Albania (bandiera)   | P     | Thomas Strakosha    |
| 96 | Spagna (bandiera)    | A     | Mamadou Tounkara    |
| 99 | Italia (bandiera)    | A     | Sergio Floccari     |
|    | Italia (bandiera)    | C     | Antonio Cinelli     |
|    | Italia (bandiera)    | A     | Alessandro Di Mario |
|    | Italia (bandiera)    | A     | Ettore Mendicino    |

## Calciomercato
La Lazio ha iniziato la sessione estiva di calciomercato con l'acquisto del brasiliano Ederson, svincolatosi dall'Olympique Lione, e prendendo con il diritto di riscatto della comproprietà il centrocampista romano Antonio Candreva, attualmente in prestito dall'Udinese. Il 27 agosto 2012 viene acquistato dal Bordeaux il possente difensore centrale francese Michaël Ciani, per una cifra di 3,5 milioni di euro.. Per quanto concerne le cessioni invece, molti giovani in forza al club biancoceleste, tra cui il centrocampista Enrico Zampa, che nella precedente stagione aveva disputato quattro partite con la prima squadra, vengono ceduti in prestito nelle serie minori, in particolare alla Salernitana, seconda squadra in proprietà del presidente laziale Claudio Lotito. Vengono ceduti anche Guglielmo Stendardo, che lascia la Lazio rescindendo consensualmente il proprio contratto per poi accasarsi all'Atalanta, squadra nella quale aveva giocato in prestito nella stagione precedente, e il terzino Javier Garrido, ceduto al Norwich City con la formula del prestito con diritto di riscatto. Con la medesima soluzione è stato ceduto nel mese di settembre l'attaccante Emiliano Alfaro all'Al-Wasl. Il 3 gennaio 2013, all'apertura della sessione invernale di calciomercato, lasciano la Capitale due elementi importanti come il capitano Tommaso Rocchi e il brasiliano Matuzalém, che approdano rispettivamente all'Inter e al Genoa. Il giorno dopo viene rescisso il contratto di Antonio Cinelli ed è ceduto in prestito al Como l'attaccante Ettore Mendicino. Il 29 gennaio viene ceduto a titolo definitivo il difensore Lionel Scaloni all'Atalanta. Negli ultimissimi giorni di calciomercato, la dirigenza laziale perfeziona l'acquisto a parametro zero del centrocampista portoghese Bruno Pereirinha, appena svincolatosi dallo Sporting Lisbona. Il 31 gennaio, ultimo giorno di calciomercato invernale, la società romana cede il portiere argentino Juan Pablo Carrizo all'Inter, oltre a Luciano Zauri e Giuseppe Sculli, entrambi ceduti al Pescara, il primo con trasferimento a titolo definitivo e il secondo in prestito. Il 6 febbraio, dopo la chiusura del mercato invernale, la Lazio ingaggia per cinque mesi l'attaccante francese Louis Saha, svincolatosi dal Sunderland. Il 10 maggio 2013 il centrocampista Cristian Brocchi, reduce da un grave infortunio, è costretto al ritiro dal calcio giocato poiché lo staff medico della Lazio ha definitivamente appurato, dopo tutte le varie terapie del caso, l'inabilità a riprendere la consueta attività agonistica.

### Sessione estiva (dal 1/7 al 31/8)
| Acquisti | Acquisti            | Acquisti        | Acquisti                   |
| R.       | Nome                | da              | Modalità                   |
| -------- | ------------------- | --------------- | -------------------------- |
| P        | Juan Pablo Carrizo  | Catania         | fine prestito              |
| D        | Seyi Adeleke        | Pergocrema      | fine prestito              |
| D        | Luís Pedro Cavanda  | Bari            | fine prestito              |
| D        | Michaël Ciani       | Bordeaux        | definitivo (3,5 mln)       |
| D        | Alessio Luciani     | Lumezzane       | rinnovo compartecipazione  |
| D        | Guglielmo Stendardo | Atalanta        | fine prestito              |
| D        | Alessandro Tuia     | Foligno         | riscatto compartecipazione |
| C        | Antonio Candreva    | Udinese         | prestito                   |
| C        | Giuseppe Capua      | Avellino        | fine prestito              |
| C        | Antonio Cinelli     | Sassuolo        | rinnovo compartecipazione  |
| C        | Ederson             | Olympique Lione | svincolato                 |
| C        | Pasquale Foggia     | Sampdoria       | fine prestito              |
| C        | Riccardo Perpetuini | Foggia          | rinnovo compartecipazione  |
| C        | Manuel Ricci        | Avellino        | fine prestito              |
| A        | Tommaso Ceccarelli  | Juve Stabia     | fine prestito              |
| A        | Lorenzo Cinque      | Mantova         | rinnovo compartecipazione  |
| A        | Simone Del Nero     | Cesena          | fine prestito              |
| A        | Alessandro Di Mario | Aprilia         | fine prestito              |
| A        | Sergio Floccari     | Parma           | fine prestito              |
| A        | Ettore Mendicino    | Taranto         | fine prestito              |
| A        | Giuseppe Sculli     | Genoa           | fine prestito              |
| A        | Mauro Zárate        | Inter           | fine prestito              |

| Cessioni | Cessioni              | Cessioni           | Cessioni                  |
| R.       | Nome                  | a                  | Modalità                  |
| -------- | --------------------- | ------------------ | ------------------------- |
| P        | Alessandro Berardi    | Verona             | prestito                  |
| D        | Seyi Adeleke          | Salernitana        | prestito                  |
| D        | Ivan Artipoli         | -                  | svincolato                |
| D        | Federico Chirico      | -                  | svincolato                |
| D        | Luca Andrea Crescenzi | Nocerina           | prestito                  |
| D        | Javier Garrido        | Norwich City       | prestito                  |
| D        | Alessio Luciani       | Salernitana        | compartecipazione         |
| D        | Andrea Sbraga         | Pisa               | compartecipazione         |
| D        | Guglielmo Stendardo   | Atalanta           | risoluzione               |
| D        | Alessandro Tuia       | Salernitana        | compartecipazione         |
| C        | Giuseppe Capua        | Salernitana        | compartecipazione         |
| C        | Riccardo Perpetuini   | Salernitana        | compartecipazione         |
| C        | Manuel Ricci          | Salernitana        | prestito                  |
| C        | Vittorio Salustri     | Milazzo            | prestito                  |
| C        | Federico Sevieri      | Lumezzane          | rinnovo compartecipazione |
| C        | Enrico Zampa          | Salernitana        | compartecipazione         |
| A        | Emiliano Alfaro       | Al-Wasl            | prestito (0,5 mln)        |
| A        | Tommaso Ceccarelli    | Lanciano           | prestito                  |
| A        | Lorenzo Cinque        | Casale             | risoluzione               |
| A        | Simone Del Nero       | Johor Darul Ta'zim | svincolato                |
| A        | Salam Dené            | Salernitana        | compartecipazione         |
| A        | Sani Emmanuel         | Salernitana        | prestito                  |
| A        | Stephen Makinwa       | Carrarese          | svincolato                |

### Sessione invernale (dal 3/1 al 31/1)
| Acquisti | Acquisti              | Acquisti         | Acquisti      |
| R.       | Nome                  | da               | Modalità      |
| -------- | --------------------- | ---------------- | ------------- |
| D        | Luca Andrea Crescenzi | Nocerina         | fine prestito |
| C        | Bruno Pereirinha      | Sporting Lisbona | risoluzione   |
| A        | Sani Emmanuel         | Salernitana      | fine prestito |
| A        | Louis Saha            | Sunderland       | risoluzione   |

| Cessioni | Cessioni              | Cessioni  | Cessioni              |
| R.       | Nome                  | a         | Modalità              |
| -------- | --------------------- | --------- | --------------------- |
| P        | Juan Pablo Carrizo    | Inter     | definitivo (0,25 mln) |
| D        | Luca Andrea Crescenzi | Viareggio | prestito              |
| D        | Lionel Scaloni        | Atalanta  | definitivo            |
| D        | Luciano Zauri         | Pescara   | definitivo            |
| C        | Antonio Cinelli       | Vicenza   | rescissione           |
| C        | Matuzalém             | Genoa     | prestito              |
| A        | Sani Emmanuel         | Bienne    | prestito              |
| A        | Ettore Mendicino      | Como      | prestito              |
| A        | Tommaso Rocchi        | Inter     | definitivo (0,3 mln)  |
| A        | Giuseppe Sculli       | Pescara   | prestito              |

## Risultati

### Serie A

#### Girone di andata
| Arbitro: | Gervasoni (Mantova) |

|  |           |              |
|  | Marcatori | 17’ Hernanes |

| Arbitro: | Celi (Bari) |

|                             |           |  |
| Klose 39’, 82’ Candreva 56’ | Marcatori |  |

| Arbitro: | Rizzoli (Bologna) |

|                       |           |                            |
| Pellissier 83’ (rig.) | Marcatori | 5’, 74’ Hernanes 37’ Klose |

| Arbitro: | Damato (Barletta) |

|  |           |               |
|  | Marcatori | 79’ Borriello |

| Arbitro: | Banti (Livorno) |

|                      |           |  |
| Cavani 19’, 31’, 64’ | Marcatori |  |

| Arbitro: | Russo (Nola) |

|                                |           |            |
| Ederson 17’ Ledesma 38’ (rig.) | Marcatori | 90+1’ Paci |

| Arbitro: | De Marco (Chiavari) |

|  |           |                            |
|  | Marcatori | 5’ Hernanes 25’, 35’ Klose |

| Arbitro: | Tagliavento (Terni) |

|                                     |           |                             |
| Hernanes 25’ Candreva 41’ Klose 49’ | Marcatori | 61’ de Jong 79’ El Shaarawy |

| Arbitro: | Bergonzi (Genova) |

|                       |           |  |
| Ljajić 45+1’ Toni 90’ | Marcatori |  |

| Arbitro: | Giannoccaro (Lecce) |

|           |           |          |
| Mauri 57’ | Marcatori | 10’ Glik |

| Arbitro: | Mazzoleni (Bergamo) |

|                                              |           |  |
| Gómez 8’, 28’ Lodi 25’ (rig.) Barrientos 69’ | Marcatori |  |

| Arbitro: | Rocchi (Firenze) |

|                                  |           |                       |
| Candreva 37’ Klose 45’ Mauri 46’ | Marcatori | 11’ Lamela 86’ Pjanić |

| Torino 17 novembre 2012, ore 18:00 CET 13ª giornata | Juventus       | 0 – 0 referto | Lazio | Juventus Stadium (38.839 spett.)\| Arbitro: \| Orsato (Schio) \| |
| Arbitro:                                            | Orsato (Schio) |               |       |                                                                  |

| Arbitro: | Calvarese (Teramo) |

|                                     |           |  |
| González 17’ Klose 31’ Hernanes 59’ | Marcatori |  |

| Arbitro: | Guida (Torre Annunziata) |

|                     |           |              |
| Biava 25’ Klose 34’ | Marcatori | 66’ Belfodil |

| Bologna 10 dicembre 2012, ore 21:00 CET 16ª giornata | Bologna           | 0 – 0 referto | Lazio | Stadio Renato Dall'Ara (15.543 spett.)\| Arbitro: \| Damato (Barletta) \| |
| Arbitro:                                             | Damato (Barletta) |               |       |                                                                           |

| Arbitro: | Mazzoleni (Bergamo) |

|           |           |  |
| Klose 82’ | Marcatori |  |

| Arbitro: | Rizzoli (Bologna) |

|  |           |              |
|  | Marcatori | 31’ Hernanes |

| Arbitro: | Orsato (Schio) |

|                               |           |         |
| Konko 79’ Candreva 86’ (rig.) | Marcatori | 62’ Sau |

#### Girone di ritorno
| Arbitro: | Peruzzo (Schio) |

|                                |           |  |
| Floccari 67’ Brivio 77’ (aut.) | Marcatori |  |

| Arbitro: | Rocchi (Firenze) |

|                        |           |                                  |
| Arévalo 70’ Dybala 71’ | Marcatori | 10’ Floccari 84’ (rig.) Hernanes |

| Arbitro: | Giacomelli (Trieste) |

|  |           |              |
|  | Marcatori | 61’ Paloschi |

| Arbitro: | Tagliavento (Terni) |

|                                           |           |                               |
| Borriello 16’ Bertolacci 22’ Rigoni 90+5’ | Marcatori | 58’ Floccari 82’ (rig.) Mauri |

| Arbitro: | Orsato (Schio) |

|              |           |                |
| Floccari 11’ | Marcatori | 87’ Campagnaro |

| Arbitro: | Giannoccaro (Lecce) |

|                             |           |  |
| Emeghara 6’, 61’ Rosina 23’ | Marcatori |  |

| Arbitro: | Romeo (Verona) |

|                    |           |  |
| Radu 29’ Lulić 35’ | Marcatori |  |

| Arbitro: | Rizzoli (Bologna) |

|                              |           |  |
| Pazzini 40’, 60’ Boateng 44’ | Marcatori |  |

| Arbitro: | Gervasoni (Mantova) |

|  |           |                        |
|  | Marcatori | 20’ Jovetić 49’ Ljajić |

| Arbitro: | Tagliavento (Terni) |

|              |           |  |
| Jonathas 82’ | Marcatori |  |

| Arbitro: | Massa (Imperia) |

|                                             |           |          |
| Legrottaglie 79’ (aut.) Candreva 81’ (rig.) | Marcatori | 50’ Izco |

| Arbitro: | Mazzoleni (Bergamo) |

|                  |           |              |
| Totti 57’ (rig.) | Marcatori | 16’ Hernanes |

| Arbitro: | Giannoccaro (Lecce) |

|  |           |                      |
|  | Marcatori | 8’ (rig.), 28’ Vidal |

| Arbitro: | Guida (Torre Annunziata) |

|               |           |  |
| Di Natale 19’ | Marcatori |  |

| Parma 28 aprile 2013, ore 15:00 CEST 34ª giornata | Parma              | 0 – 0 referto | Lazio | Stadio Ennio Tardini (11.209 spett.)\| Arbitro: \| Calvarese (Teramo) \| |
| Arbitro:                                          | Calvarese (Teramo) |               |       |                                                                          |

| Arbitro: | De Marco (Chiavari) |

|                                            |           |  |
| Klose 21’, 36’, 39’, 50’, 61’ Hernanes 31’ | Marcatori |  |

| Arbitro: | Bergonzi (Genova) |

|             |           |                                                       |
| Álvarez 33’ | Marcatori | 22’ (aut.) Handanovič 45+4’ (rig.) Hernanes 76’ Onazi |

| Arbitro: | Romeo (Verona) |

|                                    |           |  |
| Floccari 10’ Candreva 90+4’ (rig.) | Marcatori |  |

| Arbitro: | Giannoccaro (Lecce) |

|             |           |  |
| Dessena 75’ | Marcatori |  |

### Coppa Italia

#### Fase finale
| Arbitro: | Giacomelli (Trieste) |

|                              |                      |                              |
| Ciani 90+5’                  | Marcatori            | 56’ (aut.) Cana              |
| Mauri Ledesma Floccari Kozák | Tiri di rigore 4 – 1 | Belmonte Vergassola Larrondo |

| Arbitro: | Celi (Bari) |

|                              |           |  |
| Radu 30’ Hernanes 61’, 90+1’ | Marcatori |  |

| Arbitro: | Damato (Barletta) |

|            |           |           |
| Peluso 63’ | Marcatori | 86’ Mauri |

| Arbitro: | Banti (Livorno) |

|                             |           |             |
| González 53’ Floccari 90+3’ | Marcatori | 90+1’ Vidal |

| Arbitro: | Orsato (Schio) |

|  |           |           |
|  | Marcatori | 71’ Lulić |

### UEFA Europa League

#### Play-off
| Arbitro: | Courtney |

|  |           |                        |
|  | Marcatori | 31’ Hernanes 59’ Klose |

| Arbitro: | Trattou |

|                           |           |             |
| Kozák 30’, 55’ Zárate 42’ | Marcatori | 88’ Travner |

#### Fase a gironi
| Londra 20 settembre 2012, ore 21:05 CEST 1ª giornata | Tottenham | 0 – 0 referto | Lazio | White Hart Lane (25.053 spett.)\| Arbitro: \| Hațegan \| |
| Arbitro:                                             | Hațegan   |               |       |                                                          |

| Arbitro: | Marciniak |

|             |           |  |
| Ederson 62’ | Marcatori |  |

| Arbitro: | Gómez |

|             |           |                       |
| Toché 90+1’ | Marcatori | 25’ (aut.) Seitaridis |

| Arbitro: | Schörgenhofer |

|                             |           |  |
| Kozák 23’, 40’ Floccari 59’ | Marcatori |  |

| Roma 22 novembre 2012, ore 19:00 CET 5ª giornata | Lazio    | 0 – 0 referto | Tottenham | Stadio Olimpico (23.318 spett.)\| Arbitro: \| Teixeira \| |
| Arbitro:                                         | Teixeira |               |           |                                                           |

| Arbitro: | Vad |

|             |           |                                      |
| Tavares 84’ | Marcatori | 16’ Kozák 32’ Radu 38’, 51’ Floccari |

#### Fase ad eliminazione diretta
| Arbitro: | Karasev |

|                                               |           |                               |
| Stranzl 17’ (rig.) Marx 84’ (rig.) Arango 88’ | Marcatori | 57’ Floccari 64’, 90+4’ Kozák |

| Arbitro: | Göçek |

|                           |           |  |
| Candreva 10’ González 33’ | Marcatori |  |

| Arbitro: | Tudor |

|  |           |                       |
|  | Marcatori | 21’ Ederson 56’ Onazi |

| Arbitro: | Hagen |

|                   |           |            |
| Kozák 6’, 8’, 87’ | Marcatori | 62’ Hajnal |

| Arbitro: | Collum |

|                            |           |  |
| Webó 78’ (rig.) Kuyt 90+1’ | Marcatori |  |

| Arbitro: | Královec |

|           |           |           |
| Lulić 60’ | Marcatori | 73’ Caner |

## Statistiche
Statistiche aggiornate al 26 maggio 2013.

### Statistiche di squadra
| Competizione  | Punti | In casa | In casa | In casa | In casa | In casa | In casa | In trasferta | In trasferta | In trasferta | In trasferta | In trasferta | In trasferta | Totale | Totale | Totale | Totale | Totale | Totale | DR  |
| Competizione  | Punti | G       | V       | N       | P       | Gf      | Gs      | G            | V            | N            | P            | Gf           | Gs           | G      | V      | N      | P      | Gf     | Gs     | DR  |
| ------------- | ----- | ------- | ------- | ------- | ------- | ------- | ------- | ------------ | ------------ | ------------ | ------------ | ------------ | ------------ | ------ | ------ | ------ | ------ | ------ | ------ | --- |
| Serie A       | 61    | 19      | 13      | 2       | 4       | 35      | 16      | 19           | 5            | 5            | 9            | 16           | 26           | 38     | 18     | 7      | 13     | 51     | 42     | +9  |
| Coppa Italia  |       | 3       | 2       | 1       | 0       | 6       | 2       | 2            | 1            | 1            | 0            | 2            | 1            | 5      | 3      | 2      | 0      | 8      | 3      | +5  |
| Europa League | 12    | 7       | 5       | 2       | 0       | 13      | 3       | 7            | 3            | 3            | 1            | 12           | 7            | 14     | 8      | 5      | 1      | 25     | 10     | +15 |
| Totale        | -     | 29      | 20      | 5       | 4       | 54      | 21      | 28           | 9            | 9            | 10           | 30           | 34           | 57     | 29     | 14     | 14     | 84     | 55     | +29 |

### Andamento in campionato
| Giornata  | 1 | 2 | 3 | 4 | 5 | 6 | 7 | 8 | 9 | 10 | 11 | 12 | 13 | 14 | 15 | 16 | 17 | 18 | 19 | 20 | 21 | 22 | 23 | 24 | 25 | 26 | 27 | 28 | 29 | 30 | 31 | 32 | 33 | 34 | 35 | 36 | 37 | 38 |
| --------- | - | - | - | - | - | - | - | - | - | -- | -- | -- | -- | -- | -- | -- | -- | -- | -- | -- | -- | -- | -- | -- | -- | -- | -- | -- | -- | -- | -- | -- | -- | -- | -- | -- | -- | -- |
| Luogo     | T | C | T | C | T | C | T | C | T | C  | T  | C  | T  | C  | C  | T  | C  | T  | C  | C  | T  | C  | T  | C  | T  | C  | T  | C  | T  | C  | T  | C  | T  | T  | C  | T  | C  | T  |
| Risultato | V | V | V | P | P | V | V | V | P | N  | P  | V  | N  | V  | V  | N  | V  | V  | V  | V  | N  | P  | P  | N  | P  | V  | P  | P  | P  | V  | N  | P  | P  | N  | V  | V  | V  | P  |
| Posizione | 1 | 1 | 1 | 3 | 4 | 3 | 3 | 3 | 4 | 4  | 5  | 5  | 5  | 5  | 4  | 4  | 3  | 2  | 2  | 2  | 2  | 3  | 3  | 3  | 3  | 3  | 4  | 5  | 6  | 5  | 5  | 5  | 7  | 8  | 7  | 6  | 6  | 7  |

Fonte:  Serie A – Classifiche, su sport.sky.it, Sky Sport. URL consultato il 16 settembre 2014 (archiviato dall'url originale il 23 settembre 2014).
Legenda:

Luogo: C = Casa; T = Trasferta. Risultato: V = Vittoria; N = Pareggio; P = Sconfitta.

### Statistiche dei giocatori
Nel conteggio delle reti realizzate si aggiungano tre autoreti a favore in campionato.
Sono in corsivo i calciatori che hanno lasciato la società a stagione in corso.
| Giocatore       | Serie A  | Serie A | Serie A     | Serie A    | Coppa Italia | Coppa Italia | Coppa Italia | Coppa Italia | UEFA Europa League | UEFA Europa League | UEFA Europa League | UEFA Europa League | Totale   | Totale | Totale      | Totale     |
| Giocatore       | Presenze | Reti    | Ammonizioni | Espulsioni | Presenze     | Reti         | Ammonizioni  | Espulsioni   | Presenze           | Reti               | Ammonizioni        | Espulsioni         | Presenze | Reti   | Ammonizioni | Espulsioni |
| --------------- | -------- | ------- | ----------- | ---------- | ------------ | ------------ | ------------ | ------------ | ------------------ | ------------------ | ------------------ | ------------------ | -------- | ------ | ----------- | ---------- |
| M. Antić        | -        | -       | -           | -          | -            | -            | -            | -            | -                  | -                  | -                  | -                  | -        | -      | -           | -          |
| G. Barreto      | -        | -       | -           | -          | -            | -            | -            | -            | -                  | -                  | -                  | -                  | -        | -      | -           | -          |
| G. Biava        | 31       | 1       | 9           | 2          | 4            | 0            | 0            | 0            | 8                  | 0                  | 2                  | 0                  | 43       | 1      | 11          | 2          |
| A. Bizzarri     | 5        | -10     | 0           | 0          | 1            | -0           | 0            | 0            | 5                  | -4                 | 0                  | 0                  | 11       | -14    | 0           | 0          |
| C. Brocchi      | 8        | 0       | 0           | 0          | 3            | 0            | 1            | 0            | -                  | -                  | -                  | -                  | 11       | 0      | 1           | 0          |
| L. Cana         | 24       | 0       | 9           | 0          | 5            | 0            | 0            | 0            | 9                  | 0                  | 5                  | 0                  | 38       | 0      | 14          | 0          |
| A. Candreva     | 35       | 6       | 6           | 1          | 3            | 0            | 0            | 0            | 11                 | 1                  | 0                  | 0                  | 49       | 7      | 6           | 1          |
| J. P. Carrizo   | -        | -       | -           | -          | 1            | -1           | 0            | 0            | -                  | -                  | -                  | -                  | 1        | -1     | 0           | 0          |
| D. Cataldi      | -        | -       | -           | -          | -            | -            | -            | -            | -                  | -                  | -                  | -                  | -        | -      | -           | -          |
| L. P. Cavanda   | 14       | 0       | 5           | 0          | 3            | 0            | 0            | 0            | 7                  | 0                  | 2                  | 0                  | 24       | 0      | 7           | 0          |
| M. Ciani        | 18       | 0       | 7           | 1          | 5            | 1            | 1            | 0            | 11                 | 0                  | 2                  | 0                  | 34       | 1      | 10          | 1          |
| A. Cinelli      | -        | -       | -           | -          | -            | -            | -            | -            | -                  | -                  | -                  | -                  | -        | -      | -           | -          |
| L. Crecco       | 1        | 0       | 0           | 0          | -            | -            | -            | -            | -                  | -                  | -                  | -                  | 1        | 0      | 0           | 0          |
| M. Diakité      | -        | -       | -           | -          | 1            | 0            | 0            | 0            | -                  | -                  | -                  | -                  | 1        | 0      | 0           | 0          |
| André Dias      | 27       | 0       | 6           | 0          | 1            | 0            | 1            | 0            | 7                  | 0                  | 3                  | 1                  | 35       | 0      | 10          | 1          |
| A. Di Mario     | -        | -       | -           | -          | -            | -            | -            | -            | -                  | -                  | -                  | -                  | -        | -      | -           | -          |
| Ederson         | 15       | 1       | 1           | 0          | -            | -            | -            | -            | 8                  | 2                  | 1                  | 0                  | 23       | 3      | 2           | 0          |
| S. Floccari     | 22       | 5       | 1           | 0          | 4            | 1            | 1            | 0            | 10                 | 4                  | 1                  | 0                  | 36       | 10     | 3           | 0          |
| P. Foggia       | -        | -       | -           | -          | -            | -            | -            | -            | -                  | -                  | -                  | -                  | -        | -      | -           | -          |
| A. González     | 34       | 1       | 4           | 0          | 4            | 1            | 0            | 0            | 11                 | 1                  | 2                  | 0                  | 49       | 3      | 6           | 0          |
| G. Guerrieri    | -        | -       | -           | -          | -            | -            | -            | -            | -                  | -                  | -                  | -                  | -        | -      | -           | -          |
| Hernanes        | 34       | 11      | 4           | 1          | 5            | 2            | 2            | 0            | 14                 | 1                  | 1                  | 0                  | 53       | 14     | 7           | 1          |
| Keita Baldé     | -        | -       | -           | -          | -            | -            | -            | -            | -                  | -                  | -                  | -                  | -        | -      | -           | -          |
| M. Klose        | 29       | 15      | 5           | 0          | 2            | 0            | 1            | 0            | 5                  | 1                  | 2                  | 0                  | 36       | 16     | 8           | 0          |
| A. Konko        | 25       | 1       | 3           | 0          | 3            | 0            | 1            | 0            | 6                  | 0                  | 0                  | 0                  | 34       | 1      | 4           | 0          |
| L. Kozák        | 19       | 0       | 2           | 1          | 1            | 0            | 0            | 0            | 11                 | 10                 | 3                  | 0                  | 31       | 10     | 5           | 1          |
| C. D. Ledesma   | 36       | 1       | 8           | 1          | 5            | 0            | 1            | 0            | 11                 | 0                  | 0                  | 0                  | 52       | 1      | 9           | 1          |
| C. Lombardi     | -        | -       | -           | -          | -            | -            | -            | -            | -                  | -                  | -                  | -                  | -        | -      | -           | -          |
| S. Lulić        | 33       | 1       | 9           | 0          | 5            | 1            | 1            | 0            | 12                 | 1                  | 1                  | 0                  | 50       | 3      | 11          | 0          |
| F. Marchetti    | 33       | -32     | 2           | 0          | 3            | -2           | 0            | 0            | 10                 | -6                 | 0                  | 0                  | 46       | -40    | 2           | 0          |
| Matuzalém       | -        | -       | -           | -          | -            | -            | -            | -            | -                  | -                  | -                  | -                  | -        | -      | -           | -          |
| S. Mauri        | 26       | 3       | 4           | 1          | 4            | 1            | 0            | 0            | 6                  | 0                  | 3                  | 0                  | 36       | 4      | 7           | 1          |
| E. Mendicino    | -        | -       | -           | -          | -            | -            | -            | -            | -                  | -                  | -                  | -                  | -        | -      | -           | -          |
| O. Onazi        | 15       | 1       | 0           | 0          | 2            | 0            | 0            | 0            | 11                 | 1                  | 3                  | 1                  | 28       | 2      | 3           | 1          |
| B. Pereirinha   | 8        | 0       | 1           | 0          | -            | -            | -            | -            | 3                  | 0                  | 0                  | 0                  | 11       | 0      | 1           | 0          |
| S. Radu         | 23       | 1       | 4           | 0          | 4            | 1            | 0            | 0            | 9                  | 1                  | 1                  | 0                  | 36       | 3      | 5           | 0          |
| T. Rocchi       | 3        | 0       | 0           | 0          | -            | -            | -            | -            | -                  | -                  | -                  | -                  | 3        | 0      | 0           | 0          |
| A. Rozzi        | -        | -       | -           | -          | 1            | 0            | 0            | 0            | 3                  | 0                  | 1                  | 0                  | 4        | 0      | 1           | 0          |
| L. Saha         | 6        | 0       | 0           | 0          | -            | -            | -            | -            | -                  | -                  | -                  | -                  | 6        | 0      | 0           | 0          |
| L. Scaloni      | 4        | 0       | 0           | 0          | -            | -            | -            | -            | 3                  | 0                  | 0                  | 0                  | 7        | 0      | 0           | 0          |
| T. Scarfagna    | -        | -       | -           | -          | -            | -            | -            | -            | -                  | -                  | -                  | -                  | -        | -      | -           | -          |
| G. Sculli       | -        | -       | -           | -          | -            | -            | -            | -            | -                  | -                  | -                  | -                  | -        | -      | -           | -          |
| R. Serpieri     | -        | -       | -           | -          | -            | -            | -            | -            | -                  | -                  | -                  | -                  | -        | -      | -           | -          |
| M. Stankevičius | 3        | 0       | 0           | 0          | -            | -            | -            | -            | -                  | -                  | -                  | -                  | 3        | 0      | 0           | 0          |
| T. Strakosha    | -        | -       | -           | -          | -            | -            | -            | -            | -                  | -                  | -                  | -                  | -        | -      | -           | -          |
| M. Tounkara     | -        | -       | -           | -          | -            | -            | -            | -            | -                  | -                  | -                  | -                  | -        | -      | -           | -          |
| M. Zárate       | 1        | 0       | 0           | 0          | -            | -            | -            | -            | 6                  | 1                  | 0                  | 0                  | 7        | 1      | 0           | 0          |
| L. Zauri        | -        | -       | -           | -          | -            | -            | -            | -            | -                  | -                  | -                  | -                  | -        | -      | -           | -          |

## Giovanili

### Piazzamenti
- Primavera: 
  - Campionato: vincitore
  - Coppa Italia: ottavi di finale
  - Torneo di Viareggio: ottavi di finale